# Zjerm (pjesma)
"Zjerm" je pjesma koju izvodi albanski duo Shkodra Elektronike. Napisali su je Beatriçe Gjergji, Kole Laca i Lekë Gjelosh. Pjesma će  predstavljati Albaniju na Pjesmi Eurovizije 2025.

## Natjecanje za pjesmu Eurovizije

### Festivali i Këngës 63
Albanski emiter Radio Televizioni Shqiptar (RTSH) službeno je najavio sudjelovanje Albanije na Pjesmi Eurovizije 2025. 30. rujna 2024. To je izdanje bilo 63. izdanje Festivali i Këngësa, albanskog nacionalnog izbora za Pjesmu Eurovizije. Natjecanje od 30 sudionika organizirano je u dva polufinala i jedno finale. Žiri je odabrao 15 finalista, a konačni rezultat je određen kombinacijom glasova stručnog žirija, glasova iz inozemstva putem online platforme (pod nazivom "glasovi dijaspore") i SMS glasovanja u Albaniji i na Kosovu.
Pjesma "Zjerm" je službeno najavljena za natjecanje na Festivali i Këngësu 63 7. listopada 2024. Pjesma se natjecala u prvom polufinalu 19. prosinca, kvalificirala se u finale, osvojivši i prvo mjesto  kod žirija i publike u finalu održanom 22. prosinca 2024. i stekla pravo predstavljanja Albanije na Pjesmi Eurovizije 2025. godine.